# Águia (heráldica)

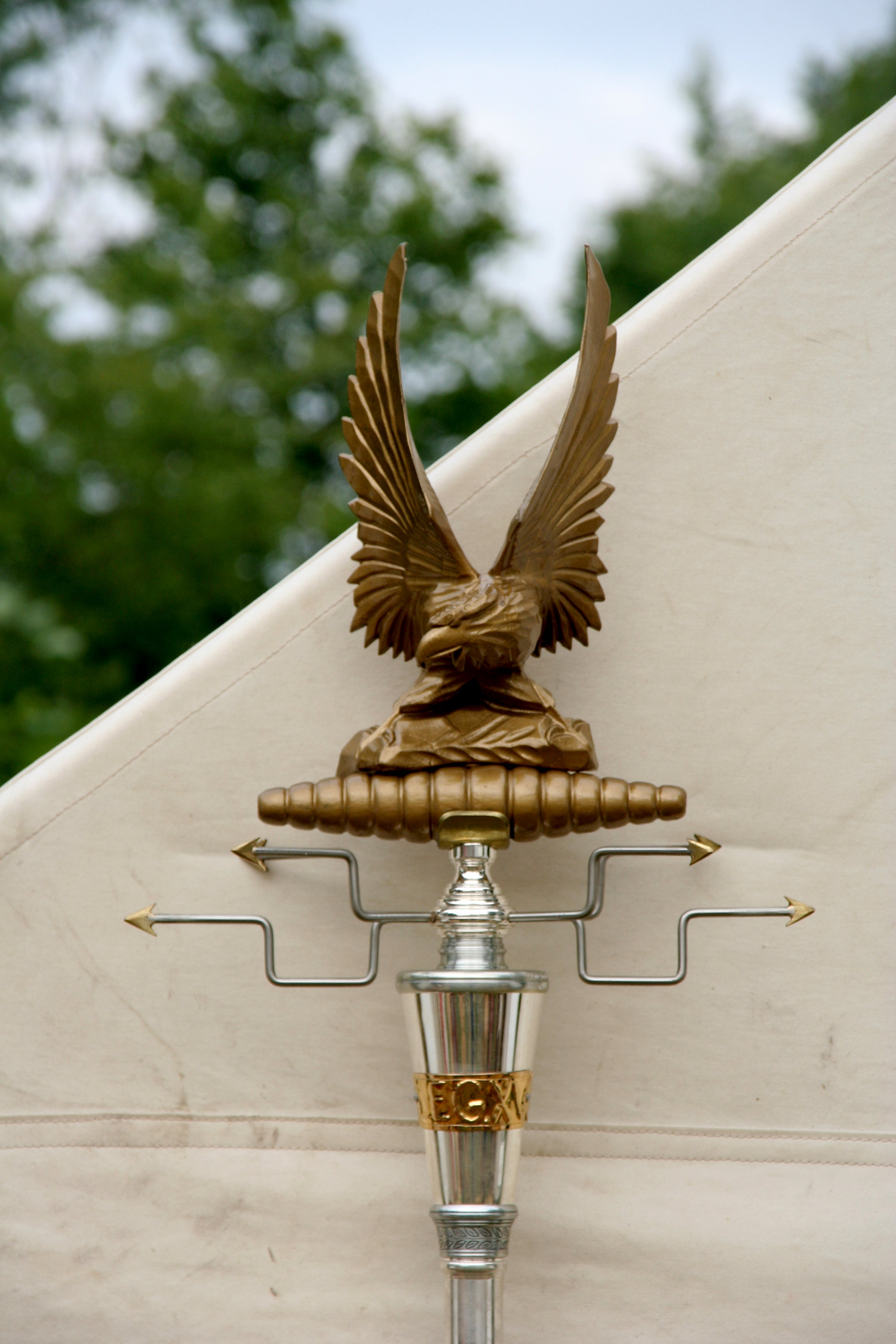
Aquila Romana

Desde a antiguidade figuras ou símbolos são usados como forma de representação e identificação: familiar ou tribal; regional ou nacional; ou mesmo individual. Aves falconiformes, como as chamadas Águias, estão presentes entre as mais antigas formas utilizadas. Com o desenvolvimento da heráldica o uso destas alastrou-se, sendo vistas abundantemente em escudos: tanto na parte principal do campo para o assentamento de peças quanto nestas individualizadamente ou nos mais diversos ornamentos.

## Uso e simbolismo através dos tempos
Reconhecidas por sua proeminência entre os pássaros, Parker considera natural o seu favoritismo como emblema, lembrando que entre os romanos, por exemplo, simbolizava a coragem e o poder que lhe atribuíam. Alcançou, entretanto, grande popularidade quando Carlos Magno reclamando o direito de ser sucessor dos Imperadores romanos — que já a usavam — também a utilizou como símbolo imperial e, com o início do Sacro Império Romano-Germânico, o mesmo ocorreu, paulatina e subsequentemente, com muitos príncipes e casas nobiliárquicas durante a Idade Média por toda parte. Muitos, efectivamente, consideram a Águia de Lagash o mais antigo brasão conhecido.

### Mesopotâmia
Escavações arqueológicas nas antigas cidades Mesopotâmias têm apresentado esculturas de grande dimensão e uma série de outros artefatos em que aparecem figuras de águias, normalmente, associadas a alguma divindade. No templo de El-Obeid, aproximadamente em 2340 a.C., uma delas é composta em grande relevo asas abertas e com cabeça de leão, o Leão Alado,  sugerindo poder e omnisciência. Em Eshnunna (atual Tell Asmar), no templo de Abu, também aparece o Leão Alado com cabeça de águia. A já citada Águia de Lagash, com suas duas cabeças, que são vistas em diversos monumentos do antigo Império Hitita. Esta é realmente muito importante pois até hoje é utilizada em brasões de armas nacionais e por numerosas instituições públicas e privadas nos mais diversos países.

### Mitologia Egípcia

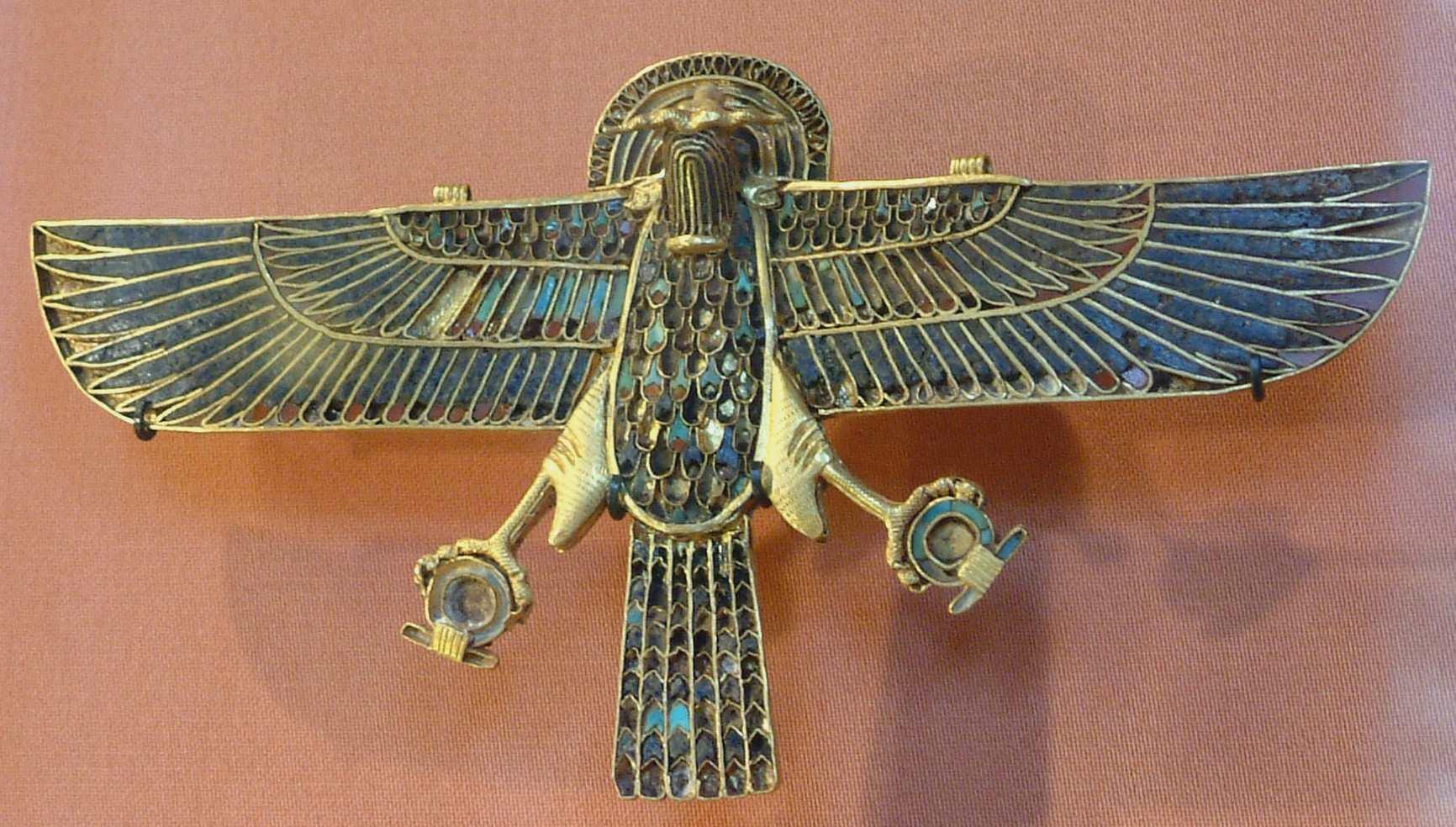
Hórus (Louvre)

A mitologia egípcia é rica em divindades em que figuras falconiformes são usadas para representá-las. Uma digna de destaque é Hórus: deus egípcio do céu, filho de Osíris com sua irmã Ísis. Tamanha importância teve entre os antigos que seu culto sobreviveu através dos tempos, assumindo diversas denominações. Representado normalmente como um falcão, às vezes como um humano com a cabeça de falcão portando na fronte a Dupla Coroa e auréola com um disco solar. Simbolizava proteção, magnificência e poder real. O Olho de Hórus representava, também,  indestrutibilidade: protegia e ajudava na hora do renascimento. A tradição mais recente da Maçonaria adotou-o como tal e ele sobrevive até nossos dias, aparecendo como o Olho da Providência no Grande selo dos Estados Unidos da América. O Olho de Hórus foi encontrado sob a 1ª  camada de bandagens na múmia de Tutancâmon.

## Galeria de Imagens

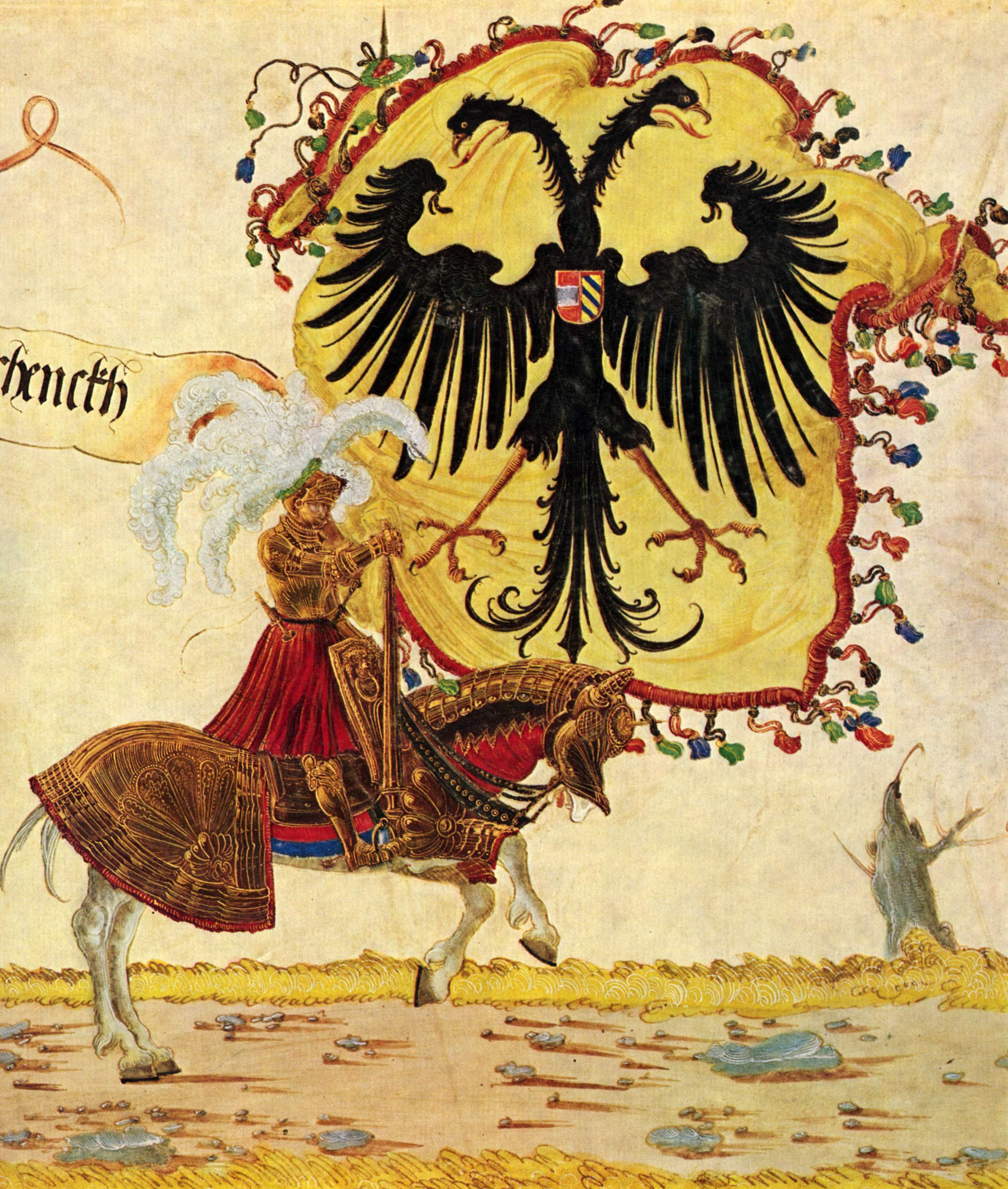
Sacro Império Romano-Germânico
Rússia
Alemanha
Polônia
Romênia
Sérvia
Montenegro
Albânia
Áustria-Hungria
Morávia. Águia da Morávia
Silésia. Águia silesiana
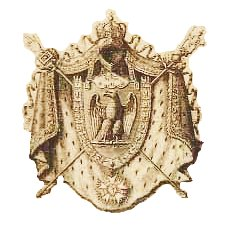
Armas do Império Napoleônico
Grande selo dos Estados Unidos da América
Alemanha Nazi